# Усадище (Московская область)
Уса́дище — село в Воскресенском муниципальном районе Московской области. Входит в состав сельского поселения Ашитковское. Население — 837 чел. (2010).

## География
Село Усадище расположено в восточной части Воскресенского района, примерно в 5 км к северо-востоку от города Воскресенска. Высота над уровнем моря 134 м. В 2 км к западу от деревни протекает река Сушенка. В селе 9 улиц. Ближайший населённый пункт — село Барановское.

## Название
В письменных источниках село упоминается как Денисова, Усадище тож (1784 год), позднее — Усадище. Первое название по одному из владельцев, более позднее наименование связано с термином усадище — «усадьба, центр поместья, господский двор».

## История
В 1926 году село являлось центром Усадского сельсовета Усмерской волости Бронницкого уезда Московской губернии.
С 1929 года — населённый пункт в составе Ашитковского района Коломенского округа Московской области, с 1930-го, в связи с упразднением округа и переименованием района, — в составе Виноградовского района Московской области. В 1957 году, после того как был упразднён Виноградовский район, село было передано в Воскресенский район.
До муниципальной реформы 2006 года Усадище входило в состав Барановского сельского округа Воскресенского района.

## Население
В 1926 году в селе проживало 673 человека (298 мужчин, 375 женщин), насчитывалось 145 хозяйств, из которых 133 было крестьянских. По переписи 2002 года — 775 человек (345 мужчин, 430 женщин).
| 1926 | 2002 | 2010 |
| ---- | ---- | ---- |
| 673  | ↗775 | ↗837 |